# E. John Ellis

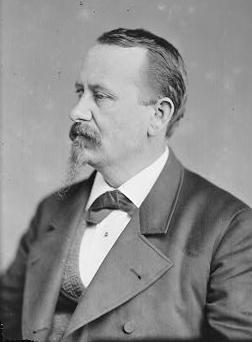
E. John Ellis

Ezekiel John  Ellis (* 15. Oktober 1840 in Covington, Louisiana; † 25. April 1889 in Washington, D.C.) war ein US-amerikanischer Politiker. Zwischen 1875 und 1885 vertrat er den Bundesstaat Louisiana im US-Repräsentantenhaus.

## Werdegang
John Ellis besuchte in seiner Geburtsstadt Covington und in Clinton private Schulen. Zwischen 1855 und 1858 studierte er am Centenary College in Jackson. Danach studierte er bis 1861 an der Louisiana State University Jura. Während des folgenden Bürgerkrieges war Ellis Oberleutnant und später Hauptmann einer Infanterieeinheit aus Louisiana, die auf der Seite der Konföderierten Staaten kämpfte. Nach zwei Jahren geriet er in Kriegsgefangenschaft. Für den Rest des Krieges war Ellis auf Johnson’s Island im Eriesee inhaftiert. Danach kehrte er nach Louisiana zurück.
Nach seiner im Jahr 1866 erfolgten Zulassung als Rechtsanwalt begann Ellis in seinem Heimatort Covington in seinem neuen Beruf zu arbeiten. Gleichzeitig begann er eine politische Laufbahn als Mitglied der Demokratischen Partei. Zwischen 1866 und 1870 saß er im Senat von Louisiana. Bei den Kongresswahlen des Jahres 1874 wurde Ellis im zweiten Wahlbezirk von Louisiana in das US-Repräsentantenhaus in Washington gewählt, wo er am 4. März 1875 die Nachfolge von Lionel Allen Sheldon antrat. Nach vier Wiederwahlen konnte er bis zum 3. März 1885 fünf Legislaturperioden im Kongress absolvieren. Zwischen 1875 und 1877 war er Vorsitzender des Ausschusses, der sich mit den Deichanlagen entlang des Mississippi befasste.
Im Jahr 1884 verzichtete Ellis auf eine erneute Kongresskandidatur. Er blieb aber in der Bundeshauptstadt Washington, wo er als Anwalt arbeitete. Dort ist er am 25. April 1889 auch verstorben. Anschließend wurde er auf dem Familienfriedhof im Tangipahoa Parish beigesetzt.